# Begraafplaats Hoflaan (Zoetermeer)
De begraafplaats Hoflaan is een begraafplaats in Zoetermeer. De hoofdingang is gelegen aan de Buytenparklaan en heeft een oppervlakte van circa 10 hectare. Nadat de gemeenteraad besloot dat de in 1956 in gebruik genomen begraafplaats Binnenweg niet meer uitgebreid zou worden is rond 1974 besloten om een tweede begraafplaats te openen in recreatiegebied 'noord-west' (het huidige Buytenpark). De begraafplaats Hoflaan is in 1978 in gebruik genomen. Tot 2010 waren bij de oude ingang aan de Hoflaan een aula en een beheerderswoning aanwezig, deze zijn in 2010 gesloopt.

## Geschiedenis
In eerste instantie werd begraafplaats Hoflaan ontworpen met een aula, een beheerderswoning en een onderkomen. Het ontwerp voor de begraafplaats kwam van de hand van diverse medewerkers van de gemeente Zoetermeer. Bij het ontwerpen van de begraafplaats was al rekening gehouden met de realisatie van algemene keldergraven, zandgraven en mogelijke uitbreidingslocaties. De eerste uitbreiding werd gerealiseerd in 1984 'Het Eiland', in 1998 'De Terp', in 2006 'De Vallei', in 2013 'Bosgebied' en in 2017 wordt de uitbreiding 'Parkgebied' in gebruik genomen. 
De uitbreiding Parkgebied omvat circa 850 graven (1850 begraafmogelijkheden). Met uitzondering van de uitbreiding Parkgebied is de hele begraafplaats ontworpen door medewerkers van de gemeente Zoetermeer. Parkgebied is ontworpen door landschapsarchitect Ada Wille.

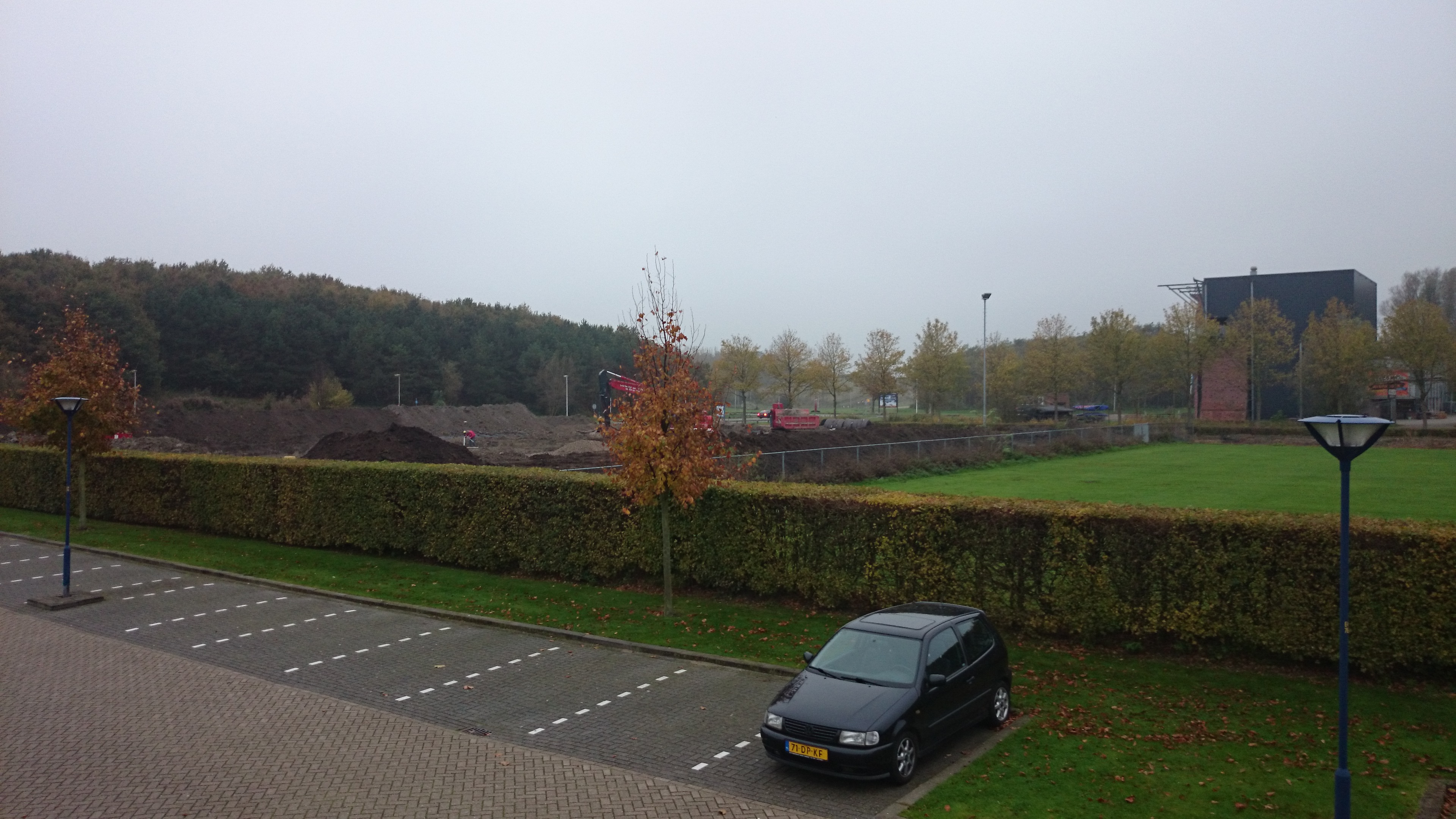
Werkzaamheden uitbreiding parkgebied
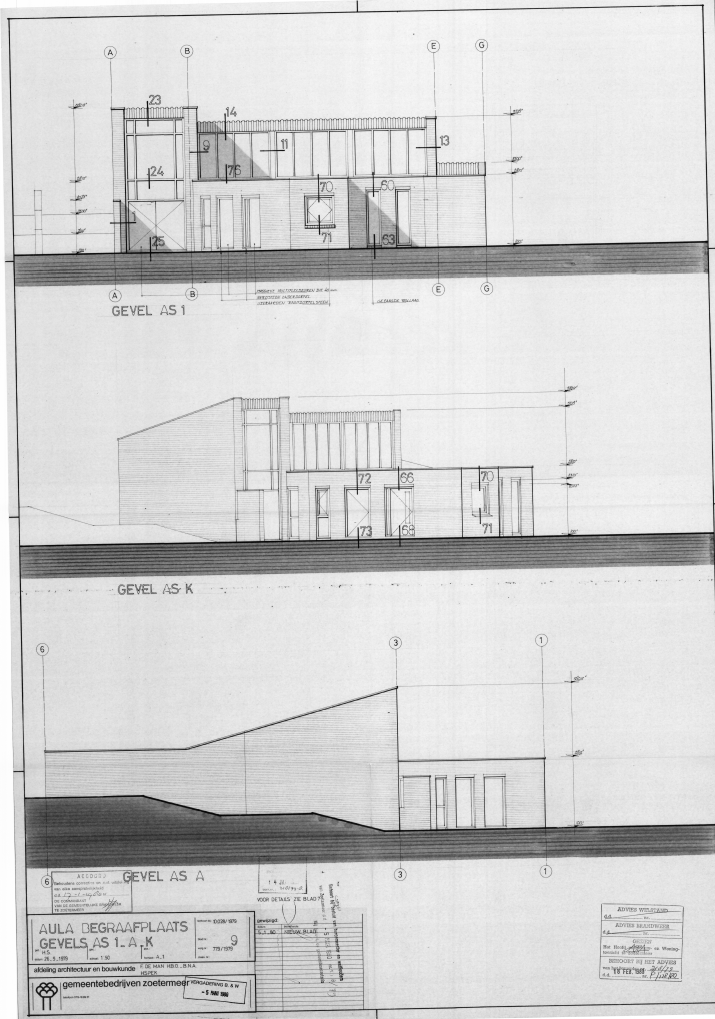
Het ontwerp van ir. F. de Man voor de aula op de begraafplaats (gesloopt in 2012)
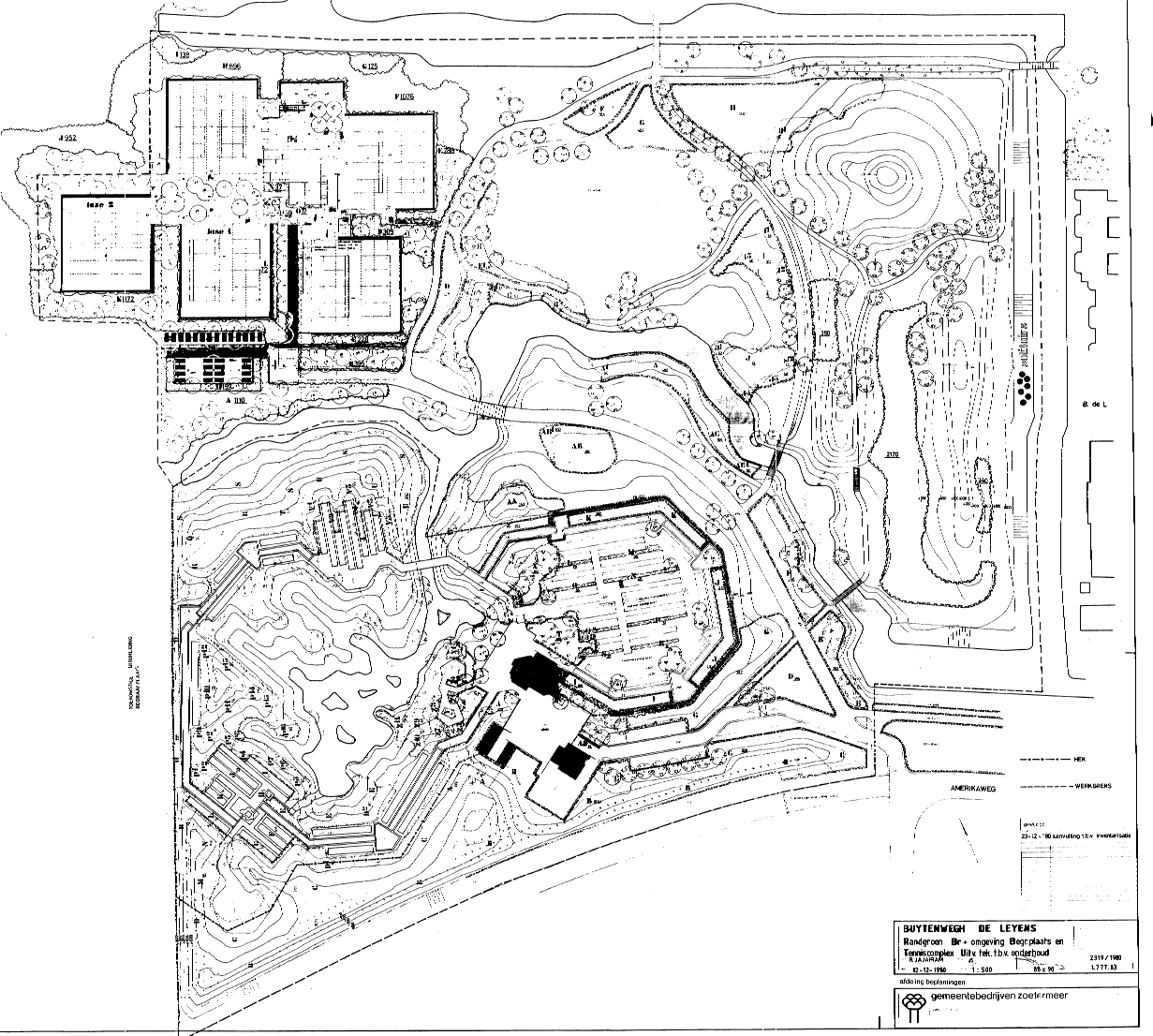
Beplantingsplan van de begraafplaats Hoflaan uit 1978
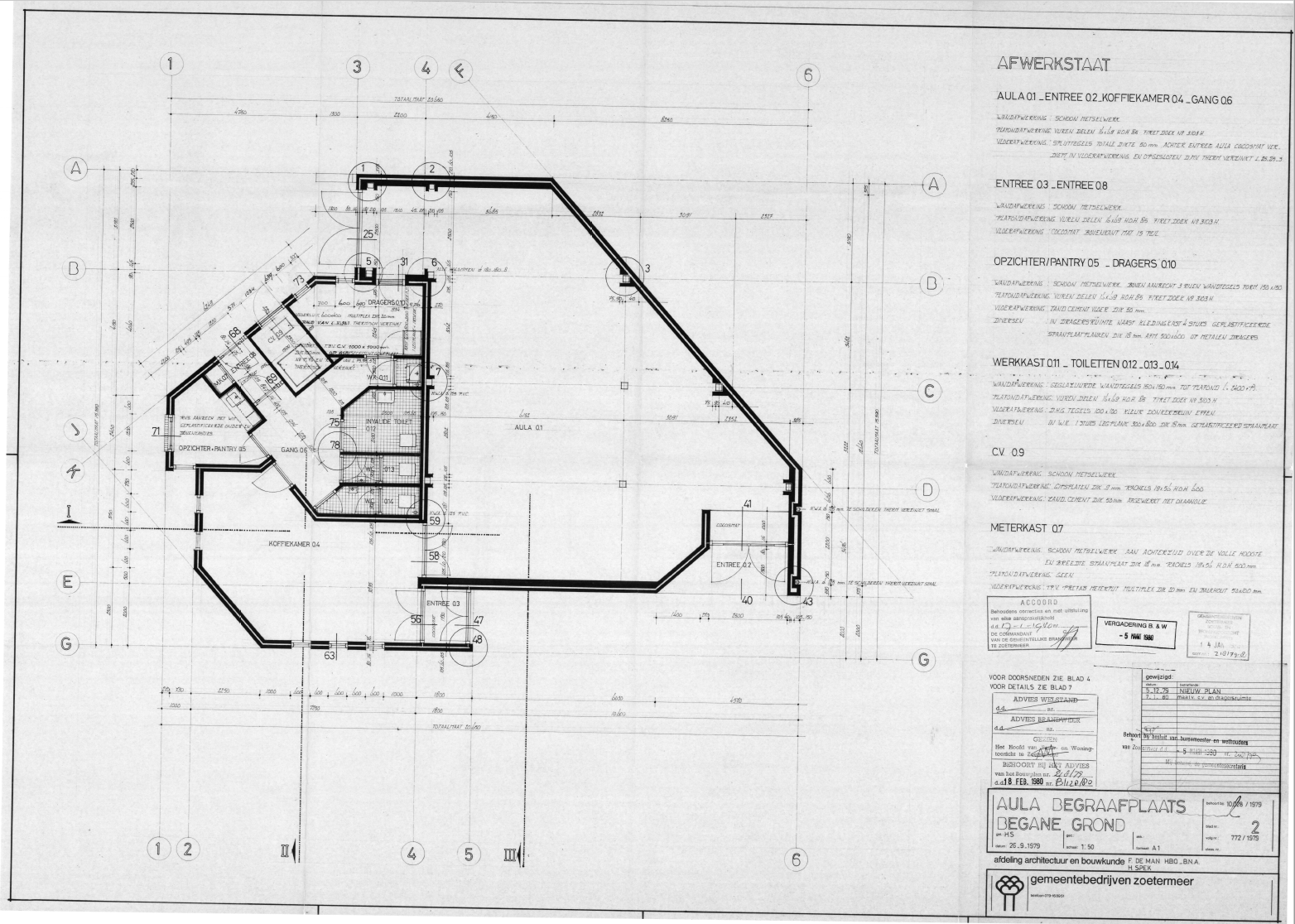
Plattegrond van de aula van de begraafplaats
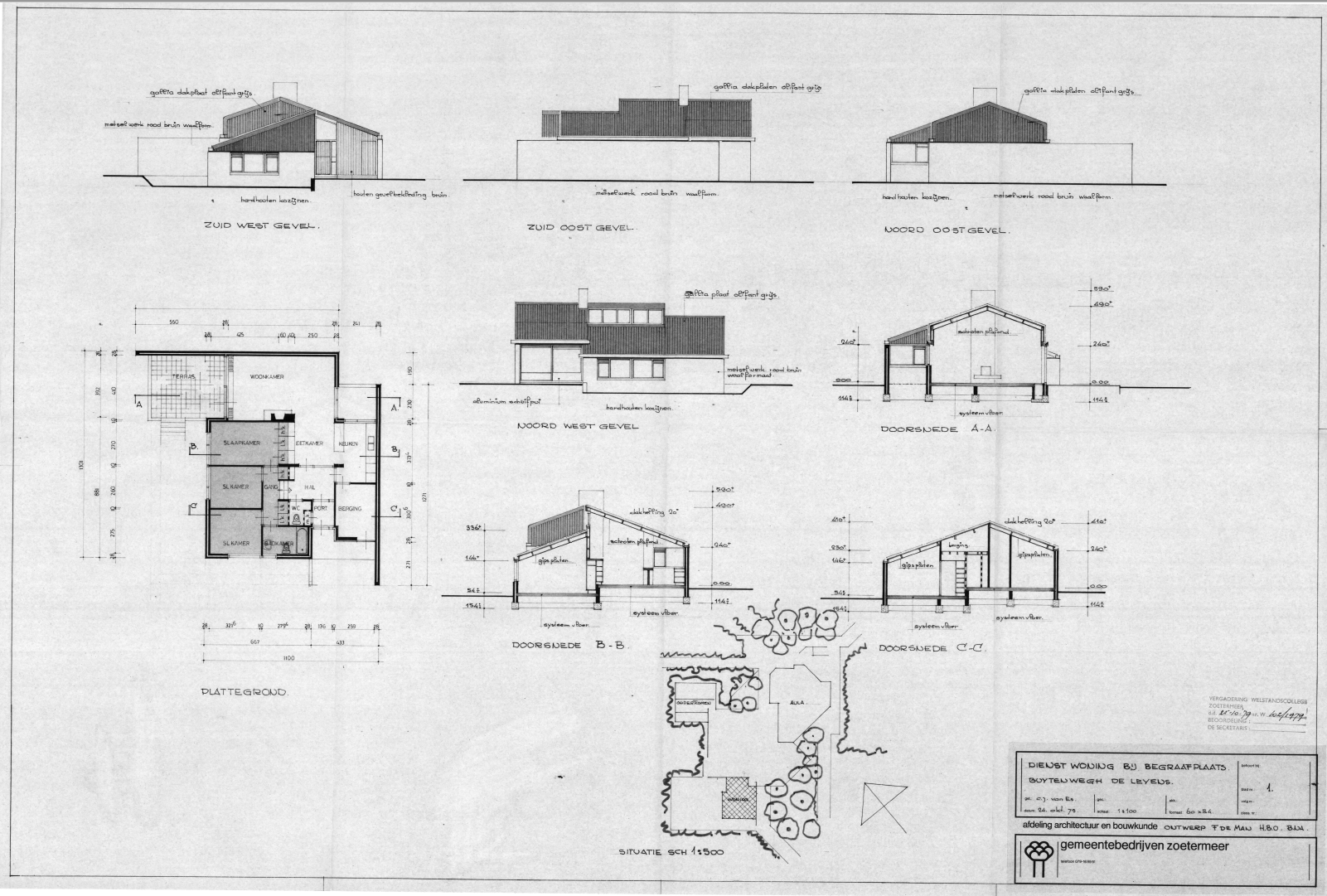
Ontwerp van de beheerderswoning op de begraafplaats Hoflaan (gesloopt in 2012)
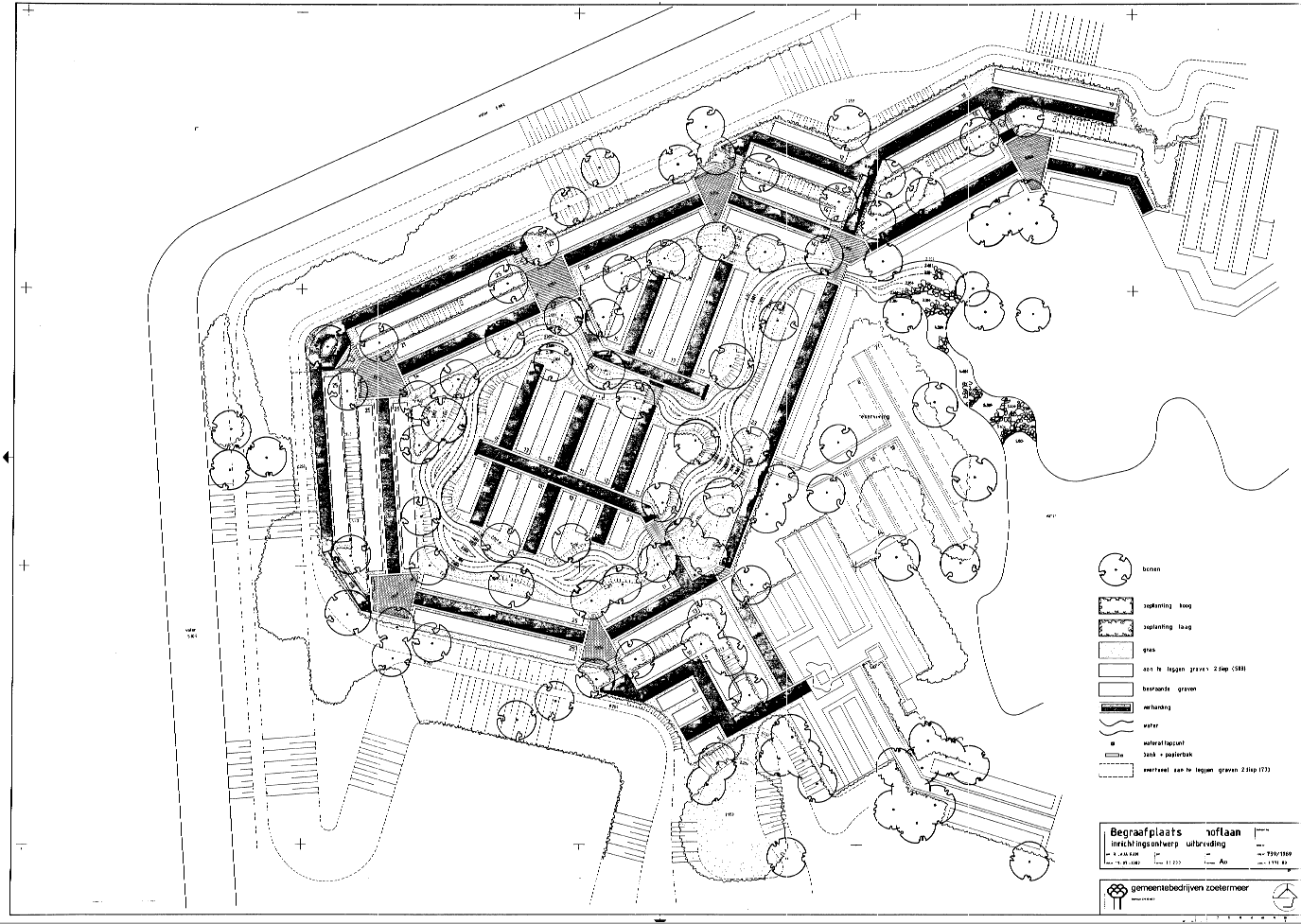
Uitbreiding van de begraafplaats Hoflaan in 1989
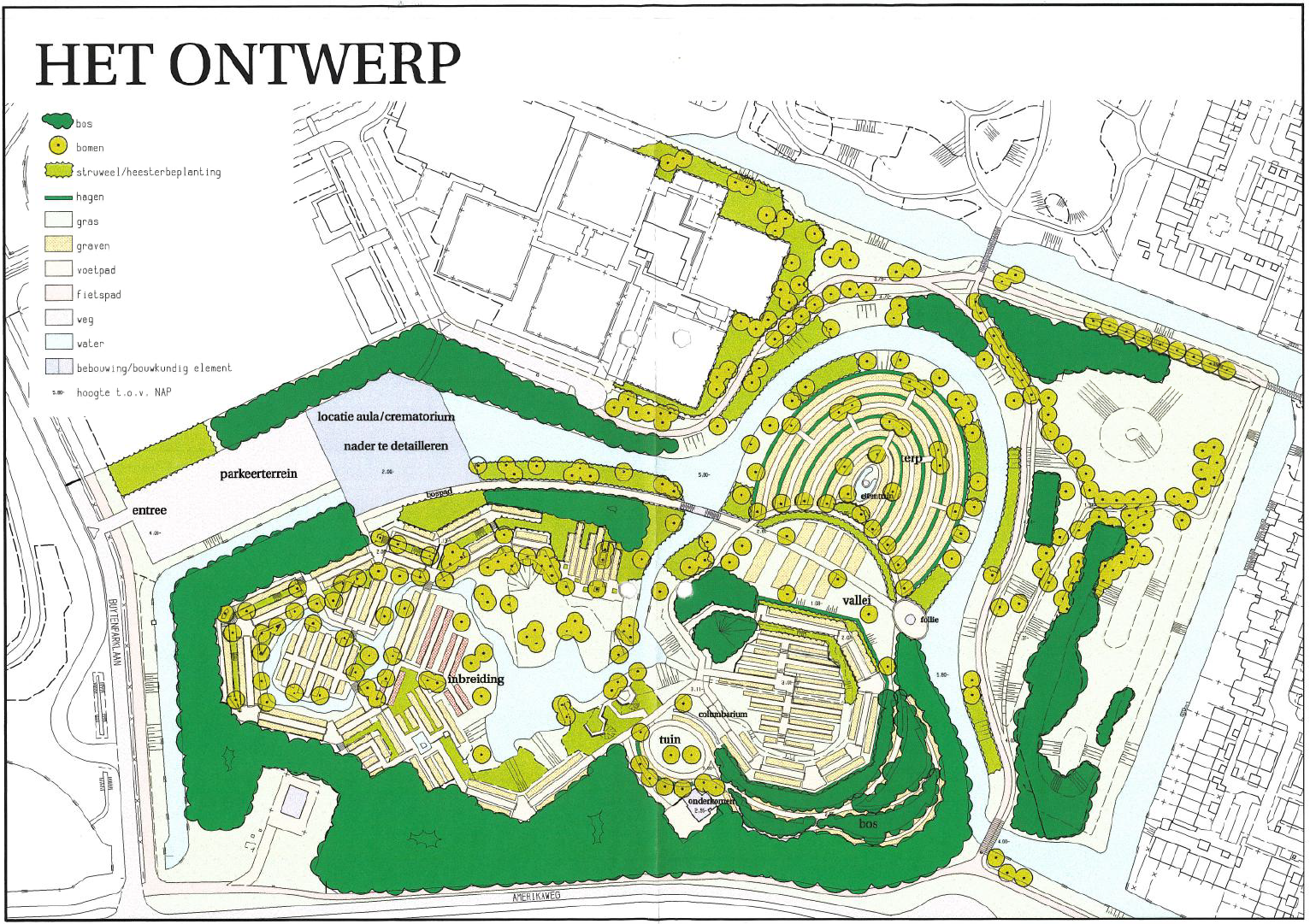
Visie op de begraafplaats en haar uitbreidingen uit de jaren 90
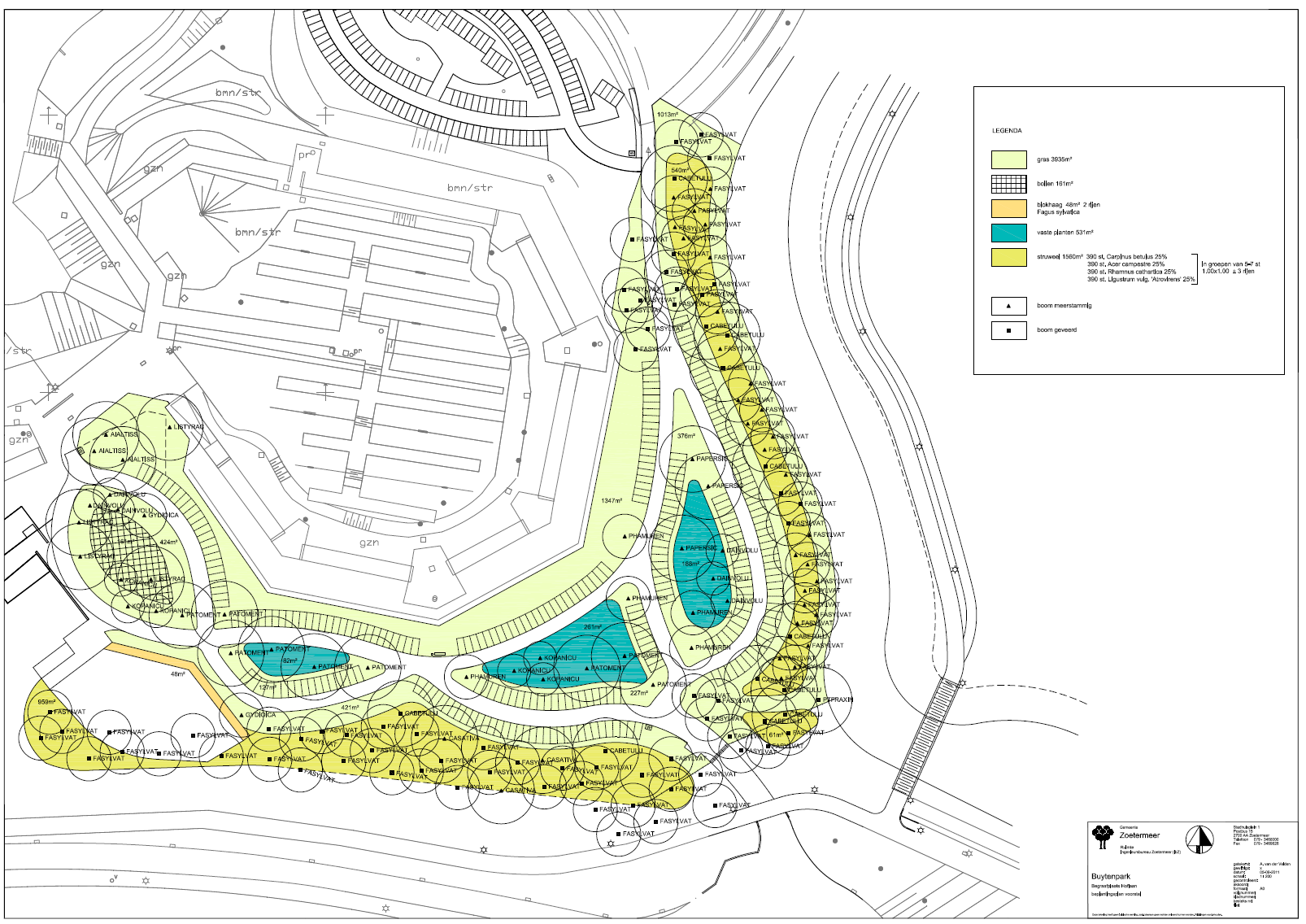
Ontwerp uitbreiding bosgebied
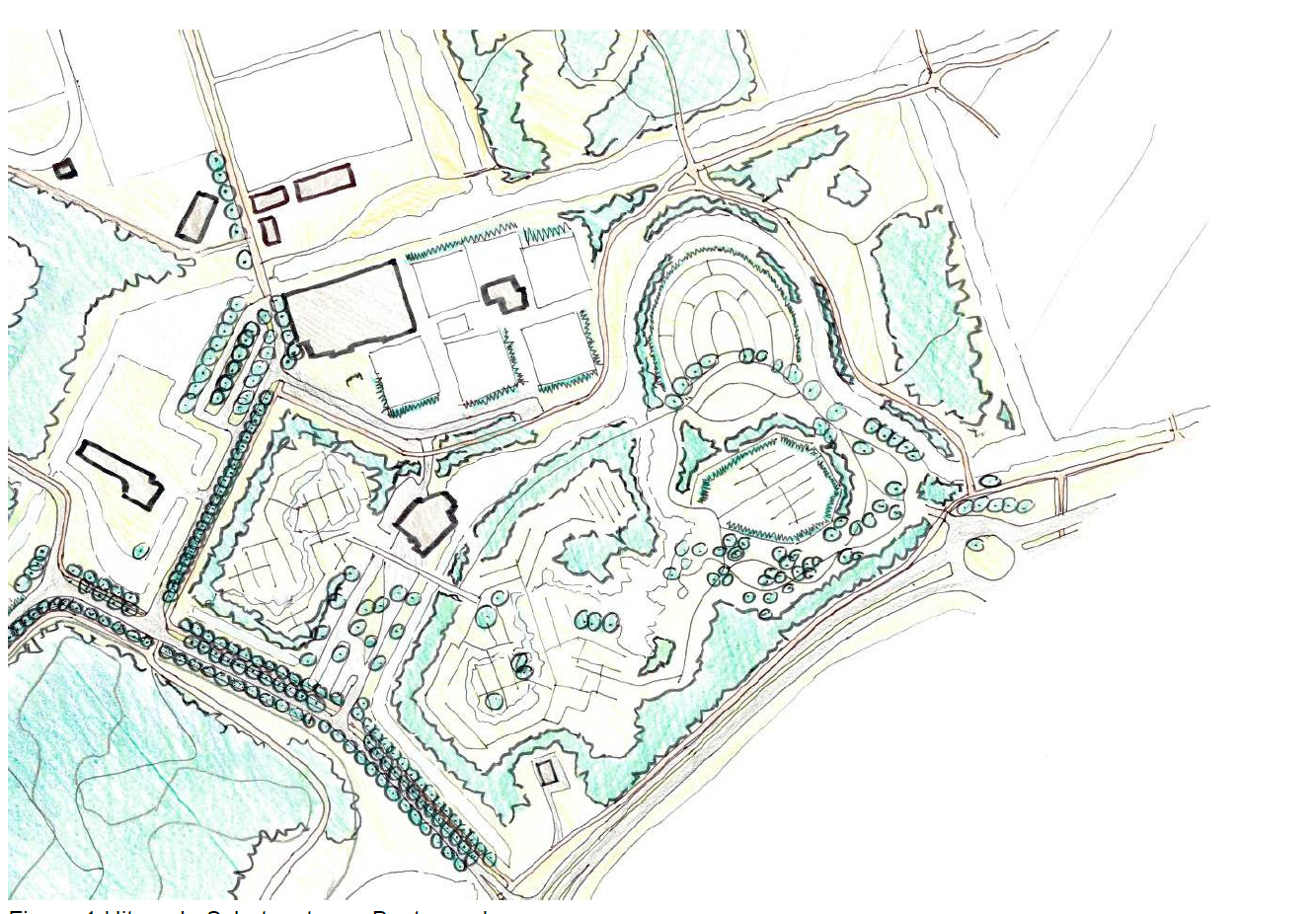
Schetsontwerp voor de uitbreiding parkgebied
Vogelvlucht van de uitbreiding Parkgebied

Vanaf 1998 ontstond de discussie of de gemeente Zoetermeer moest beschikken over een crematorium. Dit crematorium 'Meerbloemhof' is uiteindelijk in 2006 geopend en in 2015 uitgebreid met een rouwcentrum. Het crematorium en het rouwcentrum worden geëxploiteerd door Monuta. 

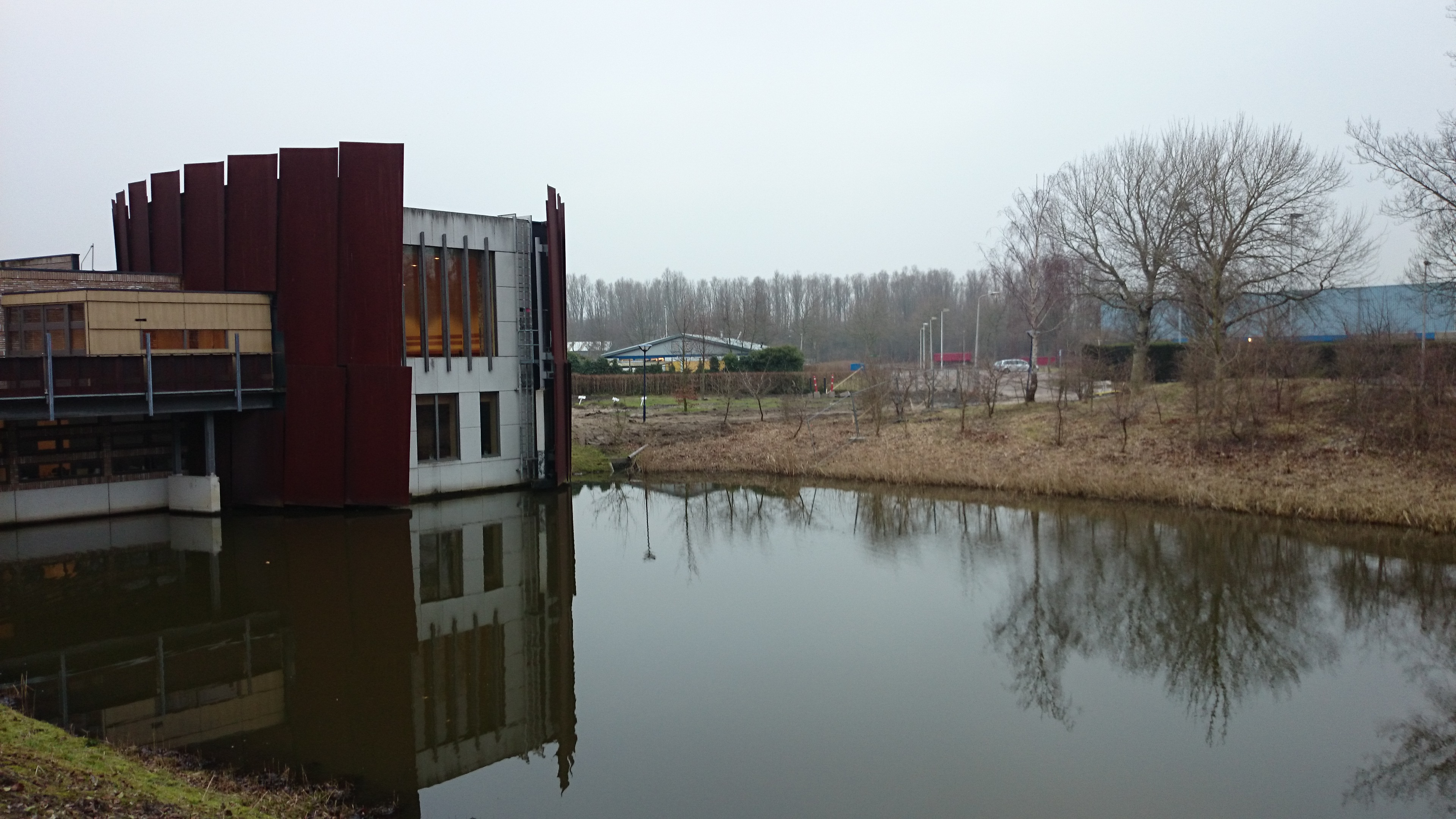
Crematorium Meerbloemhof op begraafplaats Hoflaan

## Begraafmogelijkheden
In het ontwerp van de begraafplaats Hoflaan is rekening gehouden met begraafmogelijkheden voor algemene en eigen graven. De begraafplaats beschikt over de volgende keuze mogelijkheden voor begraven:
- Eigen graf
- Eigen kindergraf
- Algemeen graf

### Eigen graven
De graven in Zoetermeer kunnen voor een periode van 30 jaar gekocht worden. Hierbij kunnen mensen kiezen voor graven met twee of drie begraafmogelijkheden. De eigen graven kunnen uitgekozen worden. Er zijn zowel algemene, katholieke als islamitische graven beschikbaar. In totaal beschikt de begraafplaats Hoflaan in de nieuwe situatie om 3237 eigen graven.

### Algemene graven
Algemene graven zijn graven met een looptijd van 10 jaar waarna deze geruimd worden. De graven worden op volgorde van begraven uitgegeven. Er zijn algemene en algemeen katholieke graven beschikbaar. In totaal gaat het om 628 graven waar ongeveer 2100 mensen in begraven kunnen worden.

### Urnengraven
Er bestaat ook de mogelijkheid om na crematie de urn te begraven in een urnengraf. In het urnengraf kunnen één of twee urnen bijgezet worden.

### Urnenmuur
Naast de mogelijkheid om urnen te begraven wordt ook de mogelijkheid geboden om urnen bij te zetten in de urnenmuur op de begraafplaats. In een nis kunnen één of twee urnen geplaatst worden.

## Flora en Fauna
De begraafplaats Hoflaan beschikt over een grote soortenrijkdom. Zo zijn er diverse soorten orchideeën te vinden. Bezoeken groene spechten, de bonte specht en ijsvogels regelmatig de begraafplaats. Daarnaast zijn er nog diverse andere beschermde dier- en plantensoorten aanwezig op de begraafplaats. 

## Kunst
Op de begraafplaats Hoflaan bevinden zich twee kunstwerken. Het ene kunstwerk is van een onbekende kunstenaar en hangt aan het onderkomen naast het invalidetoilet. Het andere kunstwerk bevindt zich aan het einde van de zichtlijn van het 'bospad' en heet 'Daphne im Wind' (2015) een kunstwerk van Iris le Rütte.

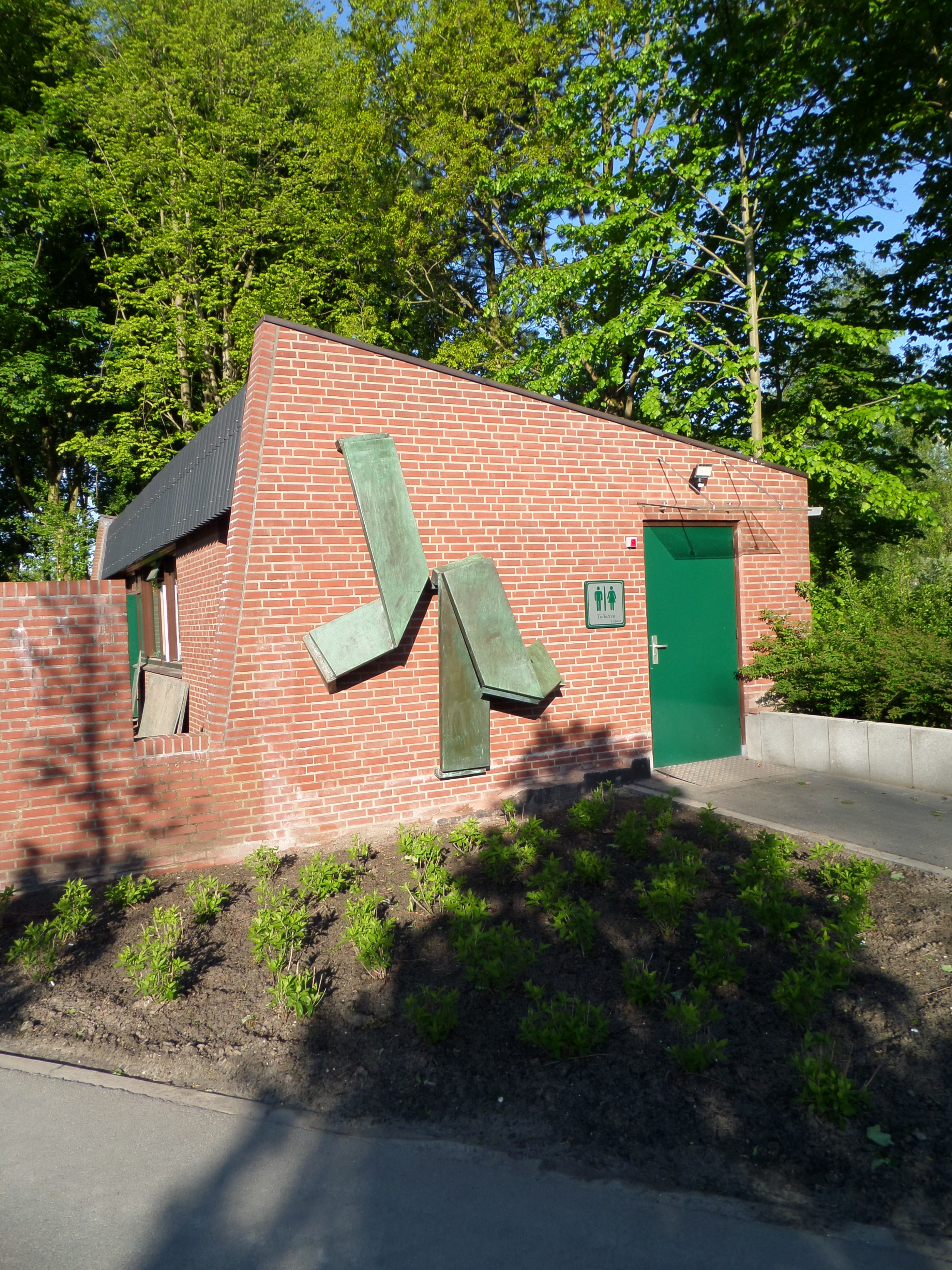
Kunstwerk op het onderkomen van de begraafplaats
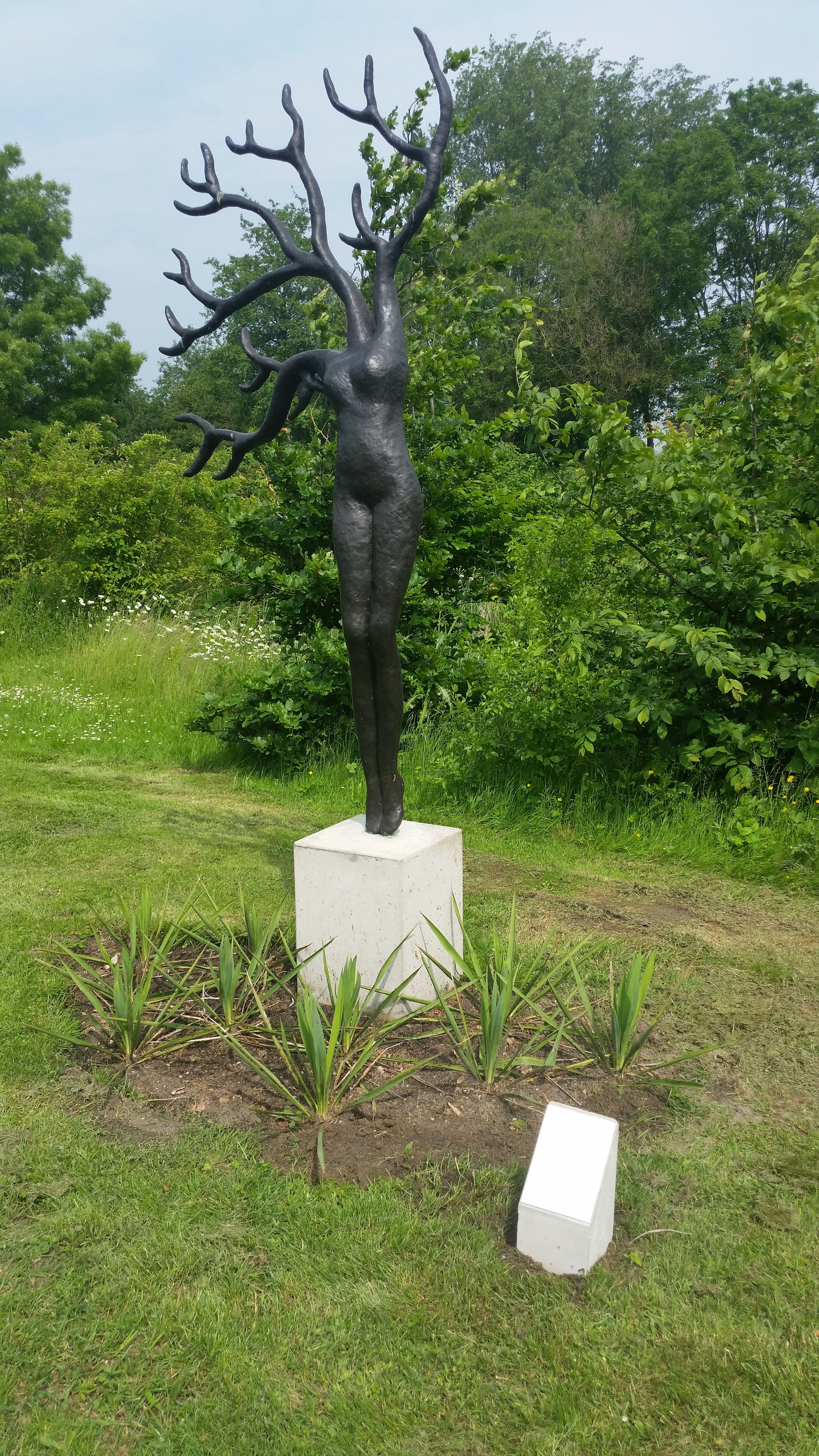
Het beeld Daphne im Wind van kunstenares Iris le Rütte